# Blanche de Brienne
Blanche de Brienne, née v. 1252 et morte v. 1302, baronne de Tingry, est l'épouse de Guillaume II de Fiennes, baron de Tingry (v. 1250 - 11 juillet 1302). Elle était aussi appelée dame de La Louplande ou Blanche d'Acre.

## Famille
Blanche naît en 1252 en France. Elle est l'unique enfant et seule héritière de Jean d'Acre de Brienne, grand bouteiller de France et dernier fils de l'empereur-roi Jean de Brienne (marié à Bérengère de Léon), et de sa première épouse, Jeanne, dame de Châteaudun, veuve de Jean Ier de Montfort; Jean de Brienne s'est marié en secondes noces à Marie de Coucy, reine consort d'Écosse jusqu'en 1249. Ses grands-parents paternels sont Jean de Brienne, roi de Jérusalem, empereur de Constantinople, et Bérengère de León, et ses grands-parents maternels Geoffroy VI, vicomte de Châteaudun et Clémence des Roches. Blanche a une sœur utérine, Béatrice de Montfort, comtesse de Montfort-l'Amaury, du premier mariage de sa mère avec Jean Ier de Montfort (mort en 1249 à Chypre). En 1260, Béatrice épousa Robert IV de Dreux, comte de Dreux, dont elle a six enfants.
Blanche est cohéritière de sa mère, dont elle hérite Louplande dans le Maine.

## Mariage et postérité
En 1269, Blanche épouse Guillaume II de Fiennes, baron de Tingry et de Fiennes, fils d'Enguerrand II de Fiennes et d'Isabelle de Condé (fille de Nicolas Ier de Condé (> Seigneurie du propriétaire) et d'Isabelle de Belœil et Morialmé). Parmi ses autres titres, on trouve ceux de seigneur de Wendover, Buckinghamshire, Lambourne, Essex, Chokes et Gayton, Northamptonshire, Martock, Somerset, Carshalton et Clapham, Surrey, et gardien de la comté de Ponthieu. Les accords de mariage ont été établis en février 1266/67. Guillaume et Blanche ont au moins un fils et deux filles :
- Jean de Fiennes, seigneur de Fiennes et de Tingry (né avant 1281 en France - 1340), qui épouse en 1307 Isabelle de Dampierre, fille de Gui de Dampierre, comte de Flandre et d'Isabelle de Luxembourg. Leur fils Robert fut connétable de France ; leur fille Jeanne de Fiennes épouse Jean de Châtillon, comte de comte de Saint-Pol, et la seconde, Mahaut de Fiennes, épouse Jean II de Bournonville[2].
- Jeanne de Fiennes (morte avant le 26 octobre 1309), qui épouse en 1291 John Wake, baron Wake de Liddell, dont postérité parmi laquelle Marguerite Wake, baronne Wake de Liddell, mère de Jeanne de Kent et grand-mère de Richard II.
- Marguerite de Fiennes (née avant 1269 - 7 février 1333), qui épouse en septembre 1285 Edmond Mortimer (2e baron Mortimer de Wigmore). Ils ont trois enfants, parmi lesquels Roger Mortimer, comte de March.

On compte également parmi les descendants de Blanche : Marguerite Beaufort, comtesse de Richmond et de Derby (mère du roi Henri VII) et les reines Élisabeth Woodville, Anne Neville, Anne Boleyn, Jeanne Seymour, Catherine Howard, et Catherine Parr.
Blanche de Brienne meurt à une date inconnue vers l'année 1302. Son mari Guillaume est tué le 11 juillet 1302 lors de la bataille de Courtrai.